# Eternal Light Ministries
Eternal Light Ministries is een Pinksterkerk van Amerikaanse komaf en gestart in 1985 in Lancaster (Pennsylvania). De kerk is vooral actief in Tamil Nadu in India, met name met onderwijsprojecten.